# 奴隸船
奴隸船（The Slave Ship）是英國畫家约瑟夫·马洛德·威廉·透纳於1840年之作品。此作品現存於美國波士頓的波士頓美術館。

## 背景
1781年，一艘駛往牙買加的奴隸船「關懷」（Zong）的船長在飲用水即將耗盡時下令將132名奴隸扔下船，以便收取保險金；因為自然死亡的奴隸不能獲得保險賠償 。此事被訴諸法庭，隨後的審判引起了公眾的廣泛關注，廢除奴隸制積累人們支持。儘管審判結果被認為沒有定論，但宗號船大屠殺是英國廢除奴隸制運動的關鍵催化劑，並啟發透納後來在《奴隸船》中描繪了這一事件。
雖然英國第一次有組織的廢奴運動始於1727年，但大英帝國的奴隸貿易直到1807年才正式廢除，奴隸製本身也於1833年廢除。英國改革後，普遍廢除奴隸製成為政治的中心。這場運動的核心動機是人道主義，但經濟動機也激發了競爭國家終止奴隸貿易行為。

## 簡介
這是工業革命時期的畫，當時社會出現不少新制度。這幅畫描述無良的商人把奴隸拋下海以取得保費，藉此表達保險制度之不足及階級制度之惡果。透納是第一個直接用顏色來訴諸情感的畫家。作為浪漫主義的作品，這幅畫以紅色為主，令人聯想到革命。

## 註解
1. ↑  曾經叫做Typhoon。 （页面存档备份，存于）.   [2009-05-05]. （原始内容存档于2008-12-08）.
2. ↑  .   [2009-05-05]. （原始内容存档于2009-05-09）.
3. ↑  McCoubrey, John (December 1998). "Turner's Slave Ship: abolition, Ruskin, and reception", Word and Image, no. 14: 325.
4. ↑  Manderson, Desmond (October 2013). "Bodies in the Water", Art Monthly Australasia, no. 264: 9.

## 外部連結
- （英文）放大的圖（页面存档备份，存于）